# بي جاي والترز
بي جاي والترز (بالإنجليزية: P. J. Walters)‏ هو لاعب كرة قاعدة أمريكي، ولد في 12 مارس 1985 في دوثان في الولايات المتحدة.

## وصلات خارجية
- بي جاي والترز على موقع دوري كرة القاعدة الرئيسي (الإنجليزية)
- بي جاي والترز على موقعبيزبول رفرنس.كوم (الدوري الرئيسي) (الإنجليزية)
- بي جاي والترز على موقعبيزبول رفرنس.كوم (الدوري الثانوي) (الإنجليزية)
- بي جاي والترز على موقع إي إس بي إن.كوم (أم.أل.بي) (الإنجليزية)
- بي جاي والترز على موقع مشجعي الرسوم البيانية (الإنجليزية)